# 44P/Reinmuth
44P/Reinmuth (również Reinmuth 2) – kometa okresowa z rodziny Jowisza.

## Odkrycie
Kometę tę odkrył niemiecki astronom Karl Reinmuth 10 września 1947 roku w Heidelbergu. W nazwie znajduje się zatem nazwisko odkrywcy.

## Orbita komety i właściwości fizyczne
Orbita komety 44P/Reinmuth ma kształt elipsy o mimośrodzie 0,43. Jej peryhelium znajduje się w odległości 2,12 j.a., aphelium zaś 5,27 j.a. od Słońca. Jej okres obiegu wokół Słońca wynosi 7,10 roku, nachylenie do ekliptyki to wartość 5,9˚.
Jądro tej komety ma rozmiary 3,22 km.